# Bryconops transitoria
Bryconops transitoria är en fiskart som först beskrevs av Steindachner, 1915.  Bryconops transitoria ingår i släktet Bryconops och familjen Characidae. Inga underarter finns listade.